# Atarba (Atarba) biproducta
Atarba (Atarba) biproducta is een tweevleugelige uit de familie steltmuggen (Limoniidae). De soort komt voor in het Neotropisch gebied.